# Joe Foss
Joseph Jacob „Joe“ Foss (17. dubna 1915 Sioux Falls, Jižní Dakota, USA – 1. ledna 2003 Scottsdale, Arizona, USA) byl předním americkým leteckým esem druhé světové války čistě z řad Námořní pěchoty Spojených států s 26 sestřely. Major Foss byl v roce 1943 díky své významné roli v bitvě o Guadalcanal oceněn nejvyšším americkým vojenským vyznamenáním – Medailí cti.
V poválečném období působil jako generál Letecké národní gardy (Air National Guard), poté byl zvolen 20. guvernérem svého domovského státu Jižní Dakota. Po skončení svého volebního období působil jako vůbec první předseda nově vzniklé American Football League (AFL), kterou pomáhal přímo zakládat a zasazoval se o její propagaci. Na přelomu 60. a 70. let 20. století působil jako moderátor a uvaděč v televizní stanici ABC. Mezi lety 1972–1978 pak působil jako ředitel oddělení vnějších vztahů nizozemské letecké společnosti KLM Royal Dutch Airlines.
Foss byl také autorem či spoluautorem několika knih o letectví, např. Joe Foss: Flying Marine, Top Guns nebo A Proud American, kterou napsala jeho manželka, Donna Wild Fossová.
Joe Foss zemřel roku 2003 po sérii několika těžkých cévních mozkových příhod a je pohřben na Arlingtonském národním hřbitově.